# Eredivisie 2017-2018 (calcio femminile)
L'edizione 2017-2018 è stata l'ottava dell'Eredivisie, la massima serie a carattere professionistico del campionato olandese. Il torneo prese il via il 1º settembre 2017 e si concluse il 25 maggio 2018.
Il campionato è stato vinto dall'Ajax per la seconda volta consecutiva.

## Stagione

### Novità
Rispetto all'edizione 2016-2017, il numero di squadre partecipanti aumentò di un'unità con l'ammissione dell'Excelsior/Barendrecht. Già il 1º marzo 2017 il Telstar comunicò che al termine della stagione la società sarebbe stata sciolta e la squadra trasferita ad Alkmaar per far nascere per la stagione seguente il Vrouwenvoetbalvereniging Alkmaar.

### Formato
Il formato del torneo venne confermato come doppia fase. Nella prima fase di stagione regolare le nove squadre partecipanti si sono affrontate in un girone all'italiana, affrontandosi in partite di andata e ritorno per un totale di 16 giornate. Al termine della stagione regolare, le prime cinque classificate sono state ammesse al girone per il titolo, mentre le restanti quattro sono state ammesse al girone per i piazzamenti; le squadre accedevano alla seconda fase con metà dei punti conquistati nella prima fase, con eventuale arrotondamento per eccesso. Nel girone per il titolo le squadre si sono affrontate in partite di andata e ritorno, per un totale di 8 giornate, mentre nel girone per i piazzamenti le squadre si sono affrontate tre volte, per un totale di 9 giornate. La squadra prima classificata nel girone per il titolo veniva dichiarata campione dei Paesi Bassi e veniva ammessa alla UEFA Women's Champions League per la stagione successiva. Non erano previste retrocessioni.

## Squadre partecipanti
| Club                  | Città      | Stadio                          | Stagione precedente    |
| --------------------- | ---------- | ------------------------------- | ---------------------- |
| Achilles '29          | Groesbeek  | Complesso sportivo De Heikant   | 7º posto in Eredivisie |
| ADO Den Haag          | L'Aia      | Cars Jeans Stadion              | 4º posto in Eredivisie |
| Ajax                  | Amsterdam  | Complesso sportivo De Toekomst  | 1º posto in Eredivisie |
| Excelsior/Barendrecht | Rotterdam  | Van Donge & De Roo Stadion      | -                      |
| Heerenveen            | Heerenveen | Complesso sportivo Skoatterwâld | 6º posto in Eredivisie |
| PEC Zwolle            | Zwolle     | IJsseldelta Stadion             | 8º posto in Eredivisie |
| PSV                   | Eindhoven  | Jan Louwers Stadion             | 3º posto in Eredivisie |
| Twente                | Enschede   | De Grolsch Veste                | 2º posto in Eredivisie |
| VV Alkmaar            | Alkmaar    | Complesso sportivo Robonsbosweg | -                      |

## Prima fase

### Classifica finale
|  | Pos. | Squadra               | Pt | G  | V  | N | P  | GF | GS | DR  |
|  | ---- | --------------------- | -- | -- | -- | - | -- | -- | -- | --- |
|  | 1.   | Twente                | 39 | 16 | 12 | 3 | 1  | 46 | 11 | +35 |
|  | 2.   | Ajax                  | 35 | 16 | 10 | 5 | 1  | 32 | 14 | +18 |
|  | 3.   | PEC Zwolle            | 24 | 16 | 7  | 3 | 6  | 34 | 26 | +8  |
|  | 4.   | Heerenveen            | 24 | 16 | 7  | 3 | 6  | 28 | 26 | +2  |
|  | 5.   | PSV                   | 22 | 16 | 6  | 4 | 6  | 30 | 18 | +12 |
|  | 6.   | ADO Den Haag          | 22 | 16 | 6  | 4 | 6  | 24 | 25 | -1  |
|  | 7.   | VV Alkmaar            | 20 | 16 | 6  | 2 | 8  | 28 | 32 | -4  |
|  | 8.   | Achilles '29          | 16 | 16 | 4  | 4 | 8  | 17 | 38 | -21 |
|  | 9.   | Excelsior/Barendrecht | 0  | 16 | 0  | 0 | 16 | 7  | 56 | -49 |

Legenda:
      Ammessa al girone per il titolo.
      Ammessa al girone per i piazzamenti.
Regolamento:
Tre punti a vittoria, uno a pareggio, zero a sconfitta.

### Risultati
|                       | Ach  | ADO  | Aja  | Exc  | Hee  | PEC  | PSV  | Twe  | VVA  |
| --------------------- | ---- | ---- | ---- | ---- | ---- | ---- | ---- | ---- | ---- |
| Achilles '29          | –––– | 1-0  | 0-3  | 4-2  | 3-3  | 1-1  | 1-1  | 0-6  | 0-1  |
| ADO Den Haag          | 2-2  | –––- | 2-2  | 3-1  | 1-3  | 2-2  | 2-1  | 0-1  | 2-1  |
| Ajax                  | 2-0  | 0-0  | –––- | 2-0  | 2-1  | 5-2  | 0-3  | 1-1  | 3-0  |
| Excelsior/Barendrecht | 0-2  | 1-3  | 0-2  | –––- | 0-3  | 1-5  | 0-7  | 0-6  | 1-4  |
| Heerenveen            | 3-0  | 1-3  | 1-3  | 2-0  | –––- | 2-1  | 1-4  | 1-2  | 0-2  |
| PEC Zwolle            | 3-1  | 0-1  | 2-2  | 2-0  | 1-2  | –––- | 3-1  | 3-0  | 2-1  |
| PSV                   | 1-2  | 3-0  | 1-2  | 2-0  | 1-1  | 1-2  | –––- | 1-0  | 1-1  |
| Twente                | 7-0  | 2-0  | 1-1  | 5-1  | 1-1  | 2-1  | 2-1  | –––- | 2-1  |
| VV Alkmaar            | 3-0  | 4-3  | 0-2  | 4-0  | 2-3  | 1-7  | 1-1  | 2-5  | –––- |

## Seconda fase

### Girone per il titolo

#### Classifica finale
|  | Pos. | Squadra    | Pt | G | V | N | P | GF | GS | DR  |
|  | ---- | ---------- | -- | - | - | - | - | -- | -- | --- |
|  | 1.   | Ajax       | 38 | 8 | 6 | 2 | 0 | 25 | 10 | +15 |
|  | 2.   | Twente     | 35 | 8 | 5 | 0 | 3 | 24 | 19 | +5  |
|  | 3.   | Heerenveen | 20 | 8 | 2 | 2 | 4 | 16 | 19 | -3  |
|  | 4.   | PEC Zwolle | 20 | 8 | 2 | 2 | 4 | 14 | 22 | -8  |
|  | 5.   | PSV        | 16 | 8 | 1 | 2 | 5 | 18 | 27 | -9  |

Legenda:
      Campione dei Paesi Bassi e ammessa alla UEFA Women's Champions League 2018-2019.
Regolamento:
Tre punti a vittoria, uno a pareggio, zero a sconfitta.
Punti portati dalla prima fase:
- Twente 20 punti
- Ajax 18 punti
- PEC Zwolle 12 punti
- Heerenveen 12 punti
- PSV 11 punti

#### Risultati
|            | Aja  | Hee  | PEC  | PSV  | Twe  |
| ---------- | ---- | ---- | ---- | ---- | ---- |
| Ajax       | –––– | 3-0  | 3-1  | 2-2  | 3-2  |
| Heerenveen | 2-2  | –––– | 3-0  | 1-4  | 3-4  |
| PEC Zwolle | 0-4  | 2-2  | –––– | 3-3  | 3-5  |
| PSV        | 2-6  | 2-4  | 1-2  | –––– | 2-4  |
| Twente     | 1-2  | 2-1  | 1-3  | 5-2  | –––– |

### Girone per i piazzamenti

#### Classifica finale
|  | Pos. | Squadra               | Pt | G | V | N | P | GF | GS | DR  |
|  | ---- | --------------------- | -- | - | - | - | - | -- | -- | --- |
|  | 6.   | ADO Den Haag          | 31 | 9 | 6 | 2 | 1 | 24 | 11 | +13 |
|  | 7.   | VV Alkmaar            | 24 | 9 | 4 | 2 | 3 | 19 | 22 | -3  |
|  | 8.   | Achilles '29          | 19 | 9 | 3 | 2 | 4 | 15 | 18 | -3  |
|  | 9.   | Excelsior/Barendrecht | 5  | 9 | 1 | 2 | 6 | 14 | 21 | -7  |

Regolamento:
Tre punti a vittoria, uno a pareggio, zero a sconfitta.
Punti portati dalla prima fase:
- ADO Den Haag 11 punti
- VV Alkmaar 10 punti
- Achilles '29 8 punti
- Excelsior Barendrecht 0 punti

#### Risultati
|                       | Ach  | Ach  | ADO  | ADO  | Exc  | Exc  | VVA  | VVA  |
| --------------------- | ---- | ---- | ---- | ---- | ---- | ---- | ---- | ---- |
| Achilles '29          | –––– | –––– | 1-4  | –––– | 2-1  | 2-2  | 2-1  | 1-2  |
| ADO Den Haag          | 2-2  | 2-1  | –––– | –––– | 3-1  | –––– | 4-0  | –––– |
| Excelsior Barendrecht | 0-2  | –––– | 0-3  | 1-2  | –––– | –––– | 2-2  | –––– |
| VV Alkmaar            | 4-2  | –––– | 3-3  | 2-1  | 0-5  | 5-2  | –––– | –––– |

## Statistiche

### Classifica marcatrici
Prima fase
| Gol |  |  | Giocatore                   | Squadra    |
| --- |  |  | --------------------------- | ---------- |
| 14  |  |  | Katja Snoeijs               | VV Alkmaar |
| 13  |  |  | Fenna Kalma                 | Heerenveen |
| 12  |  |  | Ellen Jansen                | Twente     |
| 11  |  |  | Joëlle Smits                | Twente     |
| 9   |  |  | Babiche Roof                | PEC Zwolle |
| 8   |  |  | Tiny Hoekstra               | Heerenveen |
| 8   |  |  | Marjolijn van den Bighelaar | Ajax       |

Girone per il titolo
| Gol |  |  | Giocatore            | Squadra    |
| --- |  |  | -------------------- | ---------- |
| 9   |  |  | Joëlle Smits         | Twente     |
| 8   |  |  | Fenna Kalma          | Heerenveen |
| 7   |  |  | Babiche Roof         | PEC Zwolle |
| 7   |  |  | Desiree van Lunteren | Ajax       |
| 5   |  |  | Tiny Hoekstra        | Heerenveen |
| 5   |  |  | Vanity Lewerissa     | PSV        |

Girone per i piazzamenti
| Gol |  |  | Giocatore           | Squadra               |
| --- |  |  | ------------------- | --------------------- |
| 11  |  |  | Katja Snoeijs       | VV Alkmaar            |
| 8   |  |  | Bonita Theunissen   | Achilles '29          |
| 6   |  |  | Victoria Pelova     | ADO Den Haag          |
| 5   |  |  | Sherallin Henriquez | Excelsior Barendrecht |
| 5   |  |  | Simone Kets         | Heerenveen            |